# Charles Vissières
Pour les articles homonymes, voir Vissière.
Charles Vissières est un acteur français né le 30 octobre 1880 à Caen (Calvados) et mort le 13 avril 1960 à Lagny-sur-Marne (Seine-et-Marne), .
Il a été inhumé au cimetière de Couilly-Pont-aux-Dames.

## Biographie
Charles Émile Vissière naît le 30 octobre 1880 à Caen (Calvados)  dans une famille d'artistes. Son père Émile-Marie Vissière dit Elim-Vissiere, né à Toulon en 1853, a eu une carrière théâtrale et musicale. Sa mère Marie-Louise Baële est également artiste lyrique.

## Filmographie
- 1935 : Pasteur de Sacha Guitry : un médecin
- 1936 : Valse éternelle de Max Neufeld : Diabelli
- 1939 : Pièges de Robert Siodmak
- 1939 : Le Bois sacré de Léon Mathot et Roger Bibal
- 1939 : Entente cordiale de Marcel L'Herbier : un médecin
- 1939 : Cavalcade d'amour de Raymond Bernard : le maître d'hôtel
- 1941 : Le Dernier des six de Georges Lacombe : le concierge
- 1942 : Les Inconnus dans la maison de Henri Decoin : le greffier de Ducup
- 1942 : Le Baron fantôme de Serge de Poligny : Toussaint
- 1942 : La Main du diable de Maurice Tourneur
- 1943 : Bonsoir mesdames, bonsoir messieurs de Roland Tual : le concierge du théâtre
- 1943 : Douce de Claude Autant-Lara : le mari de Thérèse
- 1943 : Mon amour est près de toi de Richard Pottier : le domestique
- 1944 : La Cage aux rossignols de Jean Dréville
- 1944 : L'Enfant de l'amour de Jean Stelli : Raymond
- 1945 : L'Ange qu'on m'a donné de Jean Choux : l'aubergiste
- 1945 : Peloton d'exécution d'André Berthomieu
- 1945 : L'Idiot de Georges Lampin
- 1945 : La Tentation de Barbizon de Jean Stelli : l'abbé
- 1946 : Roger la Honte d'André Cayatte
- 1946 : Antoine et Antoinette de Jacques Becker : un habitué du café
- 1946 : Le Café du Cadran de Jean Gehret : Victor
- 1946 : Le Diable au corps de Claude Autant-Lara : Anselme
- 1946 : Les gosses mènent l'enquête de Maurice Labro : Samson
- 1946 : Gringalet d'André Berthomieu
- 1947 : Les amoureux sont seuls au monde d'Henri Decoin : le beau-père
- 1947 : Non coupable de Henri Decoin : l'antiquaire
- 1947 : Quai des Orfèvres de Henri-Georges Clouzot : Fallourd
- 1947 : Le Village perdu de Christian Stengel : un montagnard
- 1948 : Les Condamnés de Georges Lacombe : le docteur Jacquier
- 1948 : Les Casse-pieds de Jean Dréville : le speaker
- 1948 : Docteur Laennec de Maurice Cloche : l'éditeur
- 1948 : Impasse des Deux-Anges de Maurice Tourneur : le vieux cabot
- 1948 : Manon de Henri-Georges Clouzot : le vieil homme
- 1948 : Suzanne et ses brigands d'Yves Ciampi
- 1948 : Une si jolie petite plage d'Yves Allégret : le vieux
- 1949 : Mademoiselle de La Ferté de Roger Dallier : le curé
- 1949 : Vive la grève (court métrage) de Robert Péguy
- 1950 : Souvenirs perdus de Christian-Jaque [3] : le fidèle valet
- 1950 : La Ronde de Max Ophüls : le concierge du théâtre
- 1950 : Coq en pâte de Charles-Félix Tavano
- 1950 : Les Anciens de Saint-Loup de Georges Lampin : le portier
- 1950 : Rue des Saussaies de Ralph Habib
- 1950 : Sous le ciel de Paris de Julien Duvivier : le vieil homme
- 1951 : Identité judiciaire, d'Hervé Bromberger : "Grand-père", le spécialiste en graphologie
- 1951 : Éternel espoir de Max Joly
- 1951 : Le Plaisir de Max Ophüls[4]: le vieux Normand, dans le train
- 1951 : Le Petit Monde de don Camillo de Julien Duvivier : l'évêque
- 1952 : Les femmes sont des anges de Marcel Aboulker : pelure
- 1952 : Horizons sans fin de Jean Dréville : le vieux monsieur
- 1952 : Minuit quai de Bercy de Christian Stengel : le nouveau concierge
- 1952 : Mon mari est merveilleux de André Hunebelle : un membre de l'institut
- 1952 : Ouvert contre X de Richard Pottier : le détective
- 1952 : Le Retour de don Camillo de Julien Duvivier : l'évêque
- 1954 : Les Révoltés de Lomanach de Richard Pottier : un marquis
- 1957 : Cerf-volant du bout du monde de Roger Pigaut

## Théâtre
- 1940 : Roi de France de Maurice Rostand, mise en scène Harry Baur, théâtre de l'Œuvre
- 1943 : L’Honorable Monsieur Pepys de Georges Couturier, mise en scène André Barsacq, théâtre de l'Atelier
- 1944 : La Chevauchée sans fin de Raymond Caillava, mise en scène Constant Rémy, théâtre La Bruyère
- 1945 : Anne et le Dragon de Raymond Caillava, mise en scène Nouno Nicas, théâtre Verlaine
- 1946 : La Nuit du 16 janvier d'Ayn Rand, mise en scène Jacques Baumer, théâtre de l'Apollo
- 1948 : Le Revizor de Nicolas Gogol, adaptation et mise en scène André Barsacq, théâtre de l'Atelier
- 1952 : Tartempion de Marcel E. Grancher et Frédéric Dard, adaptation et mise en scène Pierre Valde, théâtre Fontaine
- 1953 : L’Homme qui a perdu son ombre de Paul Gilson d'après Adelbert von Chamisso, théâtre des Mathurins